# 嫁妆 (电影)
《嫁妆》是一部2008年上映的中国大陆文艺片。该片由颢然执导，王子文、唐嫣、戚迹主演。讲述了一个岛上渔村里的爱情故事。本片为电视电影。
本片于2007年拍摄，在浙江宁波象山、舟山取景。2008年9月5日上映。

## 演出
| 演員   | 角色 | 介紹         |
| 王子文 | 银沙 | 渔村女孩     |
| 唐嫣   | 珍珠 | 银沙的好姐妹 |
| 戚迹   | 大龙 | 村里的渔民   |
| 刘志刚 | 捞仔 | 船老大       |